# MURCIELAGO -ムルシエラゴ-
『MURCIÉLAGO -ムルシエラゴ-』は、よしむらかなによる日本の漫画作品。『ヤングガンガン』（スクウェア・エニックス）において、2013年9号にて読切が掲載された後、同年17号より連載中。また、作中登場人物の1人、朽葉怜子を主人公としたスピンオフ作品『MURCIELAGOBYPRODUCT ARANA-アラーニァ-』が同社の漫画アプリ『マンガUP!』にて、2018年1月12日から連載中。原作はよしむらかな、作画はアラカワシン。2022年5月時点で累計発行部数は160万部を突破している。

## あらすじ

### 本編 / MURCIÉLAGO -ムルシエラゴ-
元大量殺人者で同性愛者である長身の女性・紅守黒湖は本来死刑になるはずだったが、死刑執行の無期延期を言い渡され、「国選処刑人」として活動するようになる。黒湖は相棒・屠桜ひな子と共に、凶悪犯罪者たちへの討伐を行っていく。
力の代償（第1話-第2話、全2話）
薬物漬けの元プロレスラーの“処刑”を依頼された黒湖。処刑対象は薬の作用により拳銃の弾丸すら効かない異様に強靭な肉体を得ており、自身の全盛期の幻覚を常に見ている有様で、殺戮の限りを尽くしていた。現場近くの薬物の流れを知るために柳岡会を訪れた黒湖は、会長から新型ドラッグ「夢中遊行」の存在を教えられる。
殺人Party（第4話-第10話、全7話）
バニーガールの写真に惹かれ、とあるパーティーに参加した黒湖だったが、それは悪人の断罪を生きがいとする老人・悟兵衛の罠であった。屋敷に閉じ込められた犯罪者達が次々と罠の餌食になる中、黒湖は大学教授・コバルト＝コンラッド、格闘家・桃山照美、スナイパー・朽葉怜子と共に屋敷からの脱出を目指す。
D・K〜ドメスティック・キラー〜（第12話-第17話、全6話）
人の顔の皮を剥ぐ殺人鬼、「仮面蒐集家」の犯行と思われる連続殺人事件が発生。黒湖は事件の最重要被疑者の娘である浅葱凛子を誘拐し、それを口実に被疑者との接触を図る。一方で、凛子の監視も兼ねて彼女と遊園地に訪れたひな子と八葉、浮菜であったが、目を離した隙に凛子を見失ってしまう。彼女を探す浮菜が目にしたもの、それは血塗れの刃物を持った凛子の姿だった。
薔薇色の牢獄（第19話-第26話、全8話）
辛い過去を持つ女性たちが集まり、世俗から離れて薔薇を育てて生活を営む教団「純潔の薔薇」。そこに入信した妹・那々美の救出を千代の友人・刈安纏衣から依頼された黒湖。救出のため教団に入信した黒湖だったが、男子禁制という規範と信者同士の伽によって本来の目的を忘れ、快楽に溺れてしまう。音信不通の黒湖に激怒した千代は教団へ乗り込むが、そこで彼女が出会ったのは洗脳され自らのことをハルフェティと名乗る黒湖だった。覚悟を決めた千代は、黒湖を取り戻すため教団にたったひとりで殴り込みをかける。
空と僕のあいだに（第28話-第33話、全6話）
雨の日に幼女が誘拐され、所持していた傘と長靴がなくなる絞殺事件が発生。犯人に結びつく証拠が雨に流され、頭を抱えた警察は黒湖に協力を依頼。調査を進める黒湖は、元「純潔の薔薇」幹部のテレサこと桃山鳴海と再会する。一方で、凶行を繰り返す犯人は、かつて出会った少女の面影を持つ少女・北上空に辿り着く。
SCHOOL DESTRUCTION（第35話-第41話、全7話）
私立まりも學園初等部に転入した凛子。すぐに空や観鈴と仲良くなり、日常を楽しむ凛子であったが、突如高等部の教室で謎の爆発が発生。警視庁の専門家として學園へ訪れた黒湖は浮菜の仕掛けたカメラのデータから事件の犯人を探すうちに、女子高生ふたりの逢瀬を目撃する。そして、黒湖が逢瀬を目撃した女子高生のうちのひとり・蘇芳皆子が事件の犯人として黒湖のもとへ自首してきた。
忘却の“桜”（第43話-第57話、全15話）
第二次世界大戦末期に結成された超過激組織「千仭の獅子」の幹部・緋垣刀吉郎が何者かの手引きにより刑務所から脱走。自らを「桜剪会」と名乗り、部下を用いて国会議員を惨殺、警察へ宣戦布告する。警察から緋垣の暗殺を依頼された黒湖は、地下格闘技のチャンピオン・錆浦蘭から得た情報と鳴海、皆子といったこれまでに出会った協力者の力を総動員して桜剪会のアジトを特定する。直後、警視庁で化学兵器を用いたテロが発生。黒湖、うらら、凛子、怜子、そしてひな子。それぞれがそれぞれの死力を尽くす、警視庁と桜剪会の全面戦争の火蓋が切られた。
白い流星（第59話-第62話、全4話）
無人島でバカンスを楽しむ黒湖とその仲間たち。そこに突然現れたのは黒湖と旧知の仲である女性科学者・トキワ サキと彼女を追ってきた巨大ロボットであった。ロボットの操縦者はサキの元同僚である帯刀進で、逆恨みから彼女を付け狙っていた。そして、サキと一緒にいた黒湖とその仲間たちもロボットの攻撃対象になってしまう。
THE DEEP ONE（第63話-第72話、全10話）
夏休みを利用して流々家水族館にやってきた全長7メートルの巨大イタチザメを見に行った黒湖たちであったが、そのイタチザメは水槽内で人間の左手を吐き出し、息絶えてしまう。ユリアがサメを解剖した結果、左手はサメに食いちぎられたものではなく何者かに刃物で切断されたものと判明。調査のために港町へ向かった黒湖とひな子は、サメを捕獲した少女・長月睡蓮と出会う。
剣聖（第74話-第86話、全13話）
街で買い物をする藍子と凛子。互いに距離を縮めていくふたりであったが、凛子が路地裏から発せられる血の匂いに気付く。路地裏に入ったふたりが目にしたのは斬殺された当代一、二を争う剣術家・佐々木遼太郎の遺体であった。事件現場の血が乾いていなかったことから犯人がまだ近くにいると推理した藍子は、現場から走り去る不審な人物を発見する。その人物は、かつて藍子のことを「お姉ちゃん」と慕っていた少女、宮本玄流であった。
死が2人を分かつまで（第87話-第98話、全12話）
かつて黒湖が潜入した教団『純潔の薔薇』の最高幹部・ゴールドマリーの埋葬をやり直すこととなった鳴海だったが、彼女の死体は棺から忽然と消えてしまっていた。同時期に、体内に血がほとんど残っていない女性の遺体が発見される怪事件が発生。血痕を手がかりに下水道へ捜査に向かう警察だったが、捜査官の1人が謎の腕を目撃した後、行方不明になってしまう。そして、独自の捜査を進める鳴海もまた忽然と姿を消し、黒湖とうららは彼女を追って下水道へ捜査に向かう。一方、下水道で目を覚ました鳴海は自分と同じく拉致された女性たちと出会い、彼女らを襲う下水道の“化け物”と対峙する。しかし、“化け物”の正体は鳴海のよく知るある人物の成れの果てであった。
THE ENTERTAINER（第99話-第110話、全12話）
大勢の人々が四肢をロープで固定されてアドバルーンに吊るされる怪事件が発生。警察はその手口から、10年前に突如姿を消した催眠術を操る犯罪者「喜劇作家（コメディーライター）」が復活したのではないかと推察する。一方、流々家にて5年ぶりの復活公演を行ったバグジャースサーカスのナイフ使いが、講演後に同僚の団員の目にナイフを投擲する事件が発生。一見何の関係も無い2つの事件だったが、事件後に被害者の記憶が失われているという奇妙な共通点が存在していた。ひな子と凛子は黒湖の指示でバグジャースサーカスの控室へ潜入する。
針千本 / 魔弾の射手（第111話〜第120話、全10話）
柳岡会のヤクザ・鉄善八が出所し、千代の元に戻ってきた。同時刻、歩道橋にて男性が滅多刺しにされ死亡する事件が発生。現場に居合わせた玄流の助言により凶器を刺突剣と推理した警察は、暴力団同士の代理戦で鬼神の如き強さを誇った元フェンシング選手・千堂把月をマークする。千堂はかつて唯一倒せなかった相手であった善八に執着心を見せており、彼が自分目当てに柳岡会を襲撃することを善八は悟っていた。親分衆の会合で柳岡会が手薄になる中、残された千代を守るため善八は千堂と対峙する。

### スピンオフ / MURCIELAGOBYPRODUCT ARANA-アラーニァ-
警視庁零課の君原と繋がりがあり、紅守黒湖とも関係のある凄腕スナイパー・朽葉怜子。隻腕の元地下格闘家・桃山照美を従え、金と欲と暴力にまみれた様々な“殺し”の依頼が彼女を待ち受ける。
大手ゼネコン建設“下鴨建設”（第1話、全1話）
下鴨建設の所得隠しの証拠を集め依頼人に強請りをかけてきた経理部の社員、高嶋邦広を消すことを依頼された怜子。照美と共に難なく依頼を完遂した怜子であったが、待ち受けていたのは依頼人の裏切りであった。
中国マフィア“黑社會”（第2話-第8話、全7話）
中国マフィア「黑社會」の幹部、龙から親殺しと反乱を起こした下部組織「黒桃」の首領、梁浩然の除去とその間の外敵の処理を依頼された怜子。組織の内部抗争は組織内で始末すべきと反論する照美だが、龙には怜子に依頼する明確な理由があった。数年前突然現れ、誰も姿を見たことがない半ば都市伝説のような暗殺者“斑蛇”を梁が雇っているというのだ。
サジタリウスの矢（第10話-第12話、全3話）
血液中から特殊なウイルス、それも非常に危険な殺人ウイルスが発見されたハヤブサ・サジタリウス。自前の研究所で持て余すこととなった依頼人はサジタリウスを他の施設へ輸送しようとしたが、その途中で何者かに強奪されてしまう。犯人の目星を付けた依頼人は最後の手段として怜子にサジタリウスの抹消を依頼。勝手について来た『あーし』こと黑社會首領は清掃員に変装し、サジタリウスのいる製薬会社に潜入することとなる。
国家公務員(仮)（第14話-第18話、全5話）
先日、国内でレアアースの鉱山が発見され、その採掘・開発における日本からの技術提供及び共同開発に関する契約締結のために来日したクトニア共和国大統領とその家族。怜子は彼らの護衛、並びに彼らに対するあらゆる脅威の排除を依頼される。契約締結に反対するテロリストの猛攻を捌く怜子たちであったが、反対派テロリストはなぜか大統領側の動きを先読みしたかのような攻撃を仕掛けており、護衛チーム内にスパイが存在する可能性が浮上する。
幻の蝶（第19話-）
記憶喪失の大学教授・八尾有次は同僚であった田澤が新種の蝶・オオルリタザワシジミを発見したというニュースでかつての記憶を取り戻し、怜子にその蝶を田澤もろともこの世から消すことを依頼する。しかし、そもそも八尾が記憶障害を負った原因はかつて田澤から蝶の奪還依頼を受けたカオリに襲撃されたことであった。なぜ2人の男は“幻の蝶”に執着し続けたのか？その裏には1人の青年をめぐる2人の男の確執があった。

## 作中用語
夢中遊行（チェザーレ）
「力の代償」で井々村弼が使用した新型ドラッグ。汗や血液、尿からは検出されず大量に製造でき、一時的ではあるが筋力や集中力が向上するが依存症が極めて高い。さらに深刻な幻覚作用と痛覚マヒ、頻繁に夢遊症を発症時の凶暴性など中毒者の制御が難しいことが判った。柳岡会会長は近年出回っている「夢中遊行」自体が精錬され不安定な部分の流用だと暗に言っている。
製造者は不明だが、一部材料が「薔薇色の牢獄」での舞台「純潔の薔薇」で栽培されている薔薇だということが判った。
「忘却の“桜”」でも類似性のある薬品が出てきており、紅守黒湖が地下から持ち帰ったケースには「Francis(フランシス)」と書かれていた。
殺人規範
コバルト=コンラッドが悟兵衛に対して質問した言葉。
純潔の薔薇（ヴァージナルローズ）
新興宗教で「薔薇色の牢獄」の舞台。行き場のない女性たちを生活させる施設だが、裏では「卒業」と称して女性を殺害し、その死体を教団内で栽培している薔薇の肥料に加工していた。また栽培されている薔薇は「夢中遊行」の材料になっている。
ゴールドマリーの死後、教団施設は解体され、単なる行き場を失った女性たちの共同生活の場となった。女性たちの多くはテレサ / 桃山鳴海を中心に黒湖専属の情報屋となったが、一部のメンバーは行方不明になっている。
私立まりも學園
屠桜ひな子が通っている學園であり、「SCHOOL DESTRUCTION」の舞台でもある。高等部には蘇芳皆子と榊風莉、中等部には水沢浮菜と碧八葉が、初等部には浅葱凛子と北上空が在籍している。
屠桜計画
「忘却の“桜”」にて、緋垣刀吉郎が自身の死の間際に屠桜ひな子を目にして言った計画名。
下水道の“化け物”
「忘却の“桜”」にて、錆浦蘭が話した流々家町の地下に関する噂の1つ。政府の人体実験により生み出されるも、暴れ出したことで殺処分されて下水に流されたはずのモンスターが蘇り、そのまま下水道に住み着いているという。
巨人（エル・ヒガンテ）
「白い流星」にて登場した、帯刀進が搭乗する人型ロボット兵器。高出力レーザーを搭載しており、その威力はビルを簡単に崩壊させるほど。最終的にはひな子の搭乗したクリサリダの出力最大ビームによって粉砕された。
帯刀の元同僚であったサキには「そもそも帯刀にそんな（ロボが作れるような）技術力はなかったはず」「資金も一体どこから出てるのやら」と言われており、その製作の裏にスポンサーが存在したと黒湖に予想されている。
クリサリダ
「白い流星」にて登場した、トキワ サキが製作したロボット兵器。「サナギ」という意味を持つ機体名の通り、白い球体に手足が生えたような第一形態から人型のボディに蝶のような羽の付いた第二形態に変形する。サキから搭乗権を譲渡されたひな子に操縦され、エル・ヒガンテと死闘を繰り広げる。最後はエネルギー残量のことを考えずにひな子が上空で出力最大ビームを撃ったことでエネルギー切れを起こし墜落、大破した。
なお、ひな子からは「白玉ロボ（第一形態）」「シン・白玉ロボ（第二形態）」と呼ばれていた。
喜劇作家（コメディーライター）
物語の15年程前に突然現れ、5年間の活動の後、プッツリと姿を消した愉快犯。被害者が催眠術にでもかかったかのように自分自身を「作品」に仕上げ、人々の前で見せた後は被害者自身がそのことを忘れてしまうという特徴がある。
10年前の最後の事件で人の橋を作ろうとして失敗、その時逮捕された容疑者も留置所内で自殺したが、担当刑事であった寺田巌は自殺した人物は身代わりで、本人は「引退した」と考えている。
ドクターフレイマー
「ARANA-アラーニァ-」にて登場した連続殺人放火犯。かつて手術用麻酔に用いられた薬品を使うことからそう名付けられた。

## 本編の登場人物
※「声」はモーションコミック版のもの。

### 主要人物
紅守 黒湖（こうもり くろこ）
声 - 朴璐美（モーションコミック版および『グリムノーツ』）
本編の主人公。190センチメートル強の長身とIカップの爆乳、さらに非常に凶悪な四白眼が特徴の女性。25歳（推定）。
元は715人もの人間を殺害した極悪極まる連続殺人鬼だが、その能力を買われて死刑執行の無期延期を言い渡された国家公認の殺し屋「国選処刑人（スローター）」。運動能力に格闘能力、頭脳にも一切の隙がなく、さらに長年の経験から「死」の気配を察知することでほぼ予知能力に近い危機回避を行うことが出来る。命のやり取りの最中も一切心拍数に変化がなく、人を傷つけることに一切の感情を抱かない異常性を見せる。サディストかつレズビアンの好色家であり、行く先々で美女を口説くばかりか電車に乗れば痴漢行為をするほど。非常に舌が長く、「殺人Party」編で紫に舌先を裂かれて以降は、舌先が2つに裂けたままになっている。劣悪な性格をしたサイコパスであるが、気に入った女性や千代や仲間に対しては優しい態度を見せ、千代が被害を受けた時に怒りを露わにしていた。警察の協力者と言うこともあり警察からの依頼に対しては嫌々ながらも尽力する生真面目さも持っている。また料理上手で、ひな子やその仲間に絶品料理を振舞っている。読み切り版では、半ばゴミ屋敷と化している自宅も整然としている。
屠桜 ひな子（とざくら ひなこ）
声 - 南真由
本編のキーパーソン。黒湖の相棒。小柄で愛らしい容貌をした巨乳の美少女。13歳（推定）。未だ黒湖に手を出されてはいない。
高度な空間認識能力の持ち主であり、高所から眺めるだけで一瞬で地理を把握することができる。二輪・四輪に関わらず非常に優れたドライビングテニクニックも持つため、黒湖の運搬を主に担当する。一方で私立學園（中等部）に通っているが、思考能力は良くも悪くも幼いために勉強と料理が苦手で、よく人の名前を間違えている。また、黒湖と同様に血の海と化した現場でも平然としており、黒湖に負けず劣らずの残虐性と異常性を隠し持っている他、負傷しても傷が瞬時に治癒するという特異体質を持つ。
血縁上の両親については「わるい人だった」と語っており、黒湖によって始末されたことが示唆されている。黒湖のことを「くーちゃん」と呼んで慕っており、彼女に褒められるための行動が様々なアクシデントを招いているが、それが結果として事態解決に直結することもある。本人は知らないが身体にマイクロチップが埋め込まれており、衛星経由で警視庁にバイタルデータと位置情報が送られており、万が一黒湖がひな子を殺す又は死なせた場合、即刻黒湖の死刑が執行されることとなっている。
柳岡 千代（やなおか ちよ）
声 - 佐伯恵理香
柳岡会会長の一人娘。黒湖の恋人。19歳。
心から黒湖に恋し、彼女とは肉体的に結ばれており、黒湖の考えを手に取るように把握している。明るくて心優しい性格。嫉妬深い面を持ち、衝動的な行動を起こすことがある。
浅葱 凛子（あさぎ りんこ）
「D・K〜ドメスティックキラー〜」編の真犯人。緑色の髪の無口な幼女。9歳。犯行時にはいつも持ち歩いているうさぎのぬいぐるみ型のマスクをかぶり、走行中のジェットコースターの上の人間の首をピンポイントかつ正確に切り落としたり、壁面や天井に刃物を突き刺して張り付くなど年不相応な高い身体能力を見せる。
父の浅葱尊の所持していた犯行映像を偶然見たことで殺人衝動が発現してしまい、その欲求に従うまま尊と同様の手口で犯行を繰り返していた。尊との接触の口実のために黒湖に誘拐され、監視のためにひな子達と遊園地に連れていかれるが遊園地で子供と遊ぶ父親を標的に連続殺人を行う。手の切り傷の仕返しとしてひな子にモトクロスバイクで撥ね飛ばされ、柳岡会の手の回った病院に搬送される。その後、人殺しとしての罪悪感から自殺しようとするも、黒湖の説得という形の洗脳を受けたこともあり、黒湖達と行動するようになる。それ以降は黒湖に強い信頼を寄せ、タメ口だった黒湖やひな子や目上の人に対して敬語で話すようになり、黒湖のために部屋の掃除をしたり、ひな子がロボに乗り自分たちを庇って重症を負ったと思った際には涙目になる等、2人のことを実の家族のように慕っている。ひな子からは「りんごちゃん」と呼ばれており、最初は訂正していたが、黒湖の家に住むようになって以降はそう呼ばれることを受け入れている。
黒湖の家に住むようになってからは黒湖が協力を依頼したときには必ず加勢し、「忘却の“桜”」編以降はうさぎのぬいぐるみ型のマスクに加えて黒いジャケットを着用することが多くなっている。ひな子の方が年上だが、ひな子が独特すぎる感性なので2人で行動する時には凛子の方がしっかりしている。「SCHOOL DESTRUCTION」編では北上空とおなじ學園の初等部へと編入している。「忘却の“桜”」編では藍子と戦闘した際、亡き父のプレゼントである高周波ブレードを用いて勝利する。

### 黒湖の協力関係者
柳岡会会長（やなおかかいかいちょう）
声 - 立川三貴
千代の実父で極道組織「柳岡会」の筆頭。下の名前は不明。黒湖とは古くからの知人で、麻薬の情報を提供するなど、彼女への協力をすることもある。また、警察や政界にも太いパイプを持っており、総合病院も運営している。
藤浪 ユリア（ふじなみ ユリア）
柳岡総合病院の客員医師兼監察医。32歳。昼間から酒を飲んでいるため、しゃっくりが絶えない。黒湖も喰いつくグラマラスな体型。「空と僕のあいだに」では変死した幼女の司法解剖、「THE DEEP ONE」では人間の手を吐き出したサメの解剖を行い、黒湖の捜査にも協力した。元々は男好きであったが、軽い気持ちで黒湖に一度抱かれた結果、それまでの性体験を根こそぎ塗り替えられ、それ以来男性相手に戻れなくなった経緯がある。
柳岡会会長の側近の藤浪寛二は弟であり、寛二は彼女に頭が上がらない模様。
水沢 浮菜（みずさわ うきな）
小遣い稼ぎに上級生や同級生の更衣室を盗撮、下着を盗み売買していた中学生。黒湖とはインターネット上での盗撮動画や盗難下着の売買等での繋がりで面識があり、下着泥棒の犯人としてひな子に追われていたところを黒湖に庇われる形で弱みを握られ、「D・K〜ドメスティックキラー〜」では凛子を監視する人数合わせのために呼ばれることになった。遊園地でいなくなった凛子を探している際に凛子の殺人現場を目撃してしまい、以降トラウマになったらしく、凛子に再び出会った際は失禁して放心状態になっていた。また盗撮は体育用具室にまで規模を広げて続けているようで、「SCHOOL DESTRUCTION」では學園内の様子を知るために利用された。
桃山 鳴海（ももやま なるみ）
元「純潔の薔薇」の幹部。詳細は#薔薇色の牢獄を参照。
蘇芳 皆子（すおう みなこ）
私立まりも學園高等部3年生の女生徒。詳細は#SCHOOL DESTRUCTIONを参照。
冷泉 藍子（れいせん あいこ）
元桜剪会の一員の女性。詳細は#忘却の“桜”を参照。
錆浦 蘭（さびうら らん）
Clubジュン従業員兼地下格闘大会「Destoroyah」現王者の女性。詳細は#忘却の“桜”を参照。
トキワ サキ
黒湖と旧知の仲の女性科学者。詳細は#白い流星を参照。
宮本 玄流（みやもと ひかる）
藍子を慕う剣術道場の少女。詳細は#剣聖を参照。

### 警察・政府関係者
御剣 燈悟（みつるぎ とうご）
黒湖のお目付け役を担う「警視庁捜査零課」の課長。警部補。黒湖が起こす騒ぎの尻拭いに奔走する一方、自ら現場に向かうなど行動的。かつてはSATに所属していたが、黒湖の情報を多く知ったために零課に左遷されることとなった。捜査第一課の笠木はかつての部下であるが、互いの正義に対する姿勢の食い違いから衝突しあう間柄で、刑事部長の須藤とはビリヤードに入り浸る程の仲でもある。既婚者であるが、妻の「旭妃（あさひ）」が行方不明となっている。
君原 茶々（きみはら ちゃちゃ）
「警視庁捜査零課」所属。配属3ヵ月目となる御剣の部下。正義感を持ち非常に生真面目なため、ふざけているように見える黒湖とひな子の言動に怒りを見せることが多い。
御剣には秘密に裏で独自行動を行っており、自分なりの方法で犯罪者の排斥行動を行っているような異常性を見せている。
須藤 朱臣（すどう あけおみ）
「警視庁刑事部長」警視監。眼鏡をかけた美系。流々家町一帯で起きている異常犯罪の捜査本部長を務めており、笠木や京極達の衝突の中を取り持つ一方で、黒湖についての情報を探っている。御剣の数少ない理解者の1人で、御剣とは一緒にビリヤードに入り浸る仲でもある。
笠木 三郎太（かさぎ さぶろうた）
「警視庁捜査第一課」殺人犯捜査係。警部。輪郭全体を覆う程の髭を持ち、口も悪く攻撃的な姿勢を持っている。かつては御剣の部下だったが、御剣が零課に入ってからは互いの正義に対する食い違いから衝突が絶えない。特例とは言え凶悪犯罪者の解決に死刑囚（この場合、黒湖に相当）を使うと言う方法に頑として反対している。正義感が強すぎるため、須藤も危険視している一方で黒湖からは「同類」と見られてもいる。
「忘却の“桜”」編にて右目を負傷して以降は黒い眼帯を着用している。
京極 真（きょうごく まこと）
「警視庁組織犯罪対策部第5課」課長。警視。皺の目立つ初老の男性。笠木の言及に対しても臆することなくのらりくらりと出し抜く言動をする。柳岡会長とも知り合いで、仮面蒐集家再来事件の際は先立って浅葱の情報を知る「柳岡会」に向かうなど、独自調査を行う。
久慈原 五十鈴（くじはら いすず）
「警視庁鑑識課」主任。警部補。ふくよかな体型をした女性。仮面蒐集家再来事件で御剣が黒湖に隠し持たせたICレコーダーの解析を行い、録音された音声に混じって入った黒湖の心音を見つけ出し、黒湖の存在の危険性を御剣と須藤に警告した。
藤浪 ユリア
監察医。詳細は#黒湖の協力関係者を参照。
山吹 晶（やまぶき あきら）
科捜研主任。詳細は#THE ENTERTAINERを参照。

### 謎の組織
朽葉怜子をリーダーとした2人組の組織。
朽葉 怜子（くちば れいこ）
凄腕のスナイパー。22歳（推定）。物静かで声も小さい。佇まいからよく男性と間違えられるが、口調は女性的。また、男性と間違われることを嫌っており、自身を「男」「野郎」などと男扱いした者を例外なく「男じゃないわ」と言い放って殴り倒している。スナイパー故に観察能力に長けており、黒湖の「死の気配」を感じ取る能力に興味を持つ。
鴇という名前の女性をはじめ、同性とのみ性行為をするものの自身は無性愛者であり、他者に親愛の感情は抱くものの恋愛感情は抱かない。ただし、鴇とその関係者に対しては特別な感情を抱いており、彼女らに危害を加えたものには容赦しない。
「殺人Party」では、兵衛の殺人パーティに招待され、黒湖を含む利害の一致で手を組んだ仲間と行動を共にする。黒湖と別れ、さらに一緒だった桃山とも別れて単独行動となった後、城が燃え盛る中、クルーザーの下敷きになって瀕死となった兵衛を窓から狙撃し射殺、城から脱出する。
「D・K〜ドメスティックキラー〜編」では浅葱の雇った狙撃手を狙撃、さらに浅葱に重傷を負わせた黒湖に対して浅葱のナイフを利用した跳弾で黒湖の顔を負傷させる。狙撃後、満足な顔を浮かべながら照美の運転する車でその場を去っていく。
「忘却の桜」では、茶々に剪桜会の中にいるスナイパーの狙撃阻止と排除を依頼される。偶然出会った黒湖と共に茶々への狙撃を防いだ後、狙撃手との戦闘に突入。相手を完全に手玉に取り、最終的には自身の逆鱗に触れた彼をライフルの銃身で撲殺した。
「魔弾の射手」では茶々に千堂把月の排除を依頼され、玄乃の殺気によって発狂した千堂の頭を撃ち抜いて殺害した。
『マンガUP!』で連載されているスピンオフ作品『MURCIÉLAGOBYPRODUCT ARAÑA-アラーニァ-』では主人公を務めている。
桃山 照美（ももやま てるみ）
兵衛の殺人パーティに招待された格闘家。桃山鳴海の兄。地下格闘技で殺人を繰り返した過去を持つ。喧嘩腰で乱暴な口調の熱血漢であるが、情に篤く、黒湖達や飛び込んできたひな子を心配するといった他人思いの性格の持ち主。ステゴロで闘い、拳に込めた気で敵を「抜く」技を持っており、鉄製の扉を破壊する威力を持っている。
2組に分かれた際は怜子とコンビを組み、彼女と別れた後は単身で兵衛と紫のいる部屋に辿りつく。紫を「抜いて」内臓を破壊するも、無痛覚無汗症のために平然とする紫によって左腕を切り落とされ、さらに兵衛の操作するトラップによって右腕だけを残して姿を消した。
後に怜子によって命を救われ、生存していたことが判明する。フードを目深にかぶった隻腕の運転手として恩人である彼女の側近として活動しているものの、自分の名前や素性を含む記憶を失っており、自分に見覚えのある人物に出会うと「俺のことを知っているのか？」と問いかけるのが通例となっている。痛覚を喪失しているため殴られてもびくともしないが、根っこの性格は変わっておらず、弱者や戦意を失ったものを害することはない。

### 本編の各事件および編ごとの登場人物

#### 力の代償
井々村 弼（いいむら たすく）
声 - 後藤光祐
かつてはプロレス業界に名を轟かせたプロレスラー。プロレス業界の低迷から、「自分がより強くなれば業界の人気も戻るはず」という間違った概念を抱き始め、自身を強化するために新型麻薬「夢中遊行」に手を出し、薬の強い副作用が災いして試合中に対戦相手を誤って殺害。結果として業界から追いやられ、超重度の薬物中毒と殺人で全人権を剥奪され、抹殺対象となった。
「夢中遊行」の副作用で激しい幻覚に囚われながら大量殺人を開始。さらに副作用の痛覚マヒと筋力向上によって拳銃で12発撃たれても平然とし、人間を軽々と引き千切る怪力を持つようになった。警官を含む23人を殺害後、黒湖に路地裏の広場に誘い込まれ、至近距離から拳銃で延髄を撃ち抜かれ、頭を吹き飛ばされて死亡する。
第1巻のカバー裏では、腰にチャンピオンベルトを巻いて子供にファンサービスをする全盛期の姿が描かれている。

#### 殺人Party
悟 兵衛（さとり ひょうえ）
海岸沿いの断崖絶壁の上に絶つ城に住む90歳近い老人。老齢のために車椅子で移動している。家族思いの性格だが妻に病で先立たれ、さらに唯一の支えだった娘夫婦と孫娘も何者かによって殺害されたことで発狂。メイドの紫を雇い、10年の月日を費やして城を建造。家族を殺した殺人犯を見つけ出し復讐するため、パーティと偽って社会裏で犯罪に手を染めながらも生き続けている犯罪者を招待し、紫が造った殺人トラップを用いて皆殺しにするという計画を実施し、のべ363人もの人間を事故と見せかけて殺害する。
桃山殺害後、辿りついた黒湖達を紫に任せて1人逃亡しようとしたところ、紫を黒湖に任せて追って来たコンラッドに足止めされ「自身の殺人規範」を問う尋問を受けるも「違う」と判断され、その場を去ろうとするコンラッドを車椅子に隠していたガトリングガンで撃とうとするが、ひな子が運転するクルーザーの突進を受けて下敷きになり、瀕死の状態になる。黒湖達がクルーザーで脱出後、焼け落ちる城の窓から狙撃した朽葉の銃弾で頭を撃ち抜かれ、娘夫婦と孫娘の名前を呼びながら死亡した。
第2巻カバー裏では、サンタ姿で孫娘に会いに行こうとする姿が描かれている。
紫（ゆかり）
兵衛の雇ったメイドで兵衛の娘の友人。兵衛の娘一家殺害後に兵衛の下に現れ、復讐の手助けをするために大量のトラップを仕込んだ城を建造。兵衛が莫大な資金で援助し、紫が犯罪者および前科者を調べ上げて城に誘い込み、トラップで殺害するという共同関係をもって兵衛の復讐の手助けをした。
性格は静かで感情を表に出さないが、後天性の無痛無汗症を患っているため、内臓を破壊されたり手足を切断されても平然としている。また、合気道の類の武術を会得しており、さらに赤外線センサーで反応するトラップを駆使して闘う。靴のつま先にもナイフを仕込んでいる。
黒湖に先だって辿りついた桃山に内臓を破壊されるも無痛無汗症のために何事も無いように反撃を開始し、靴に仕込んでいたナイフで桃山の左腕を切断、さらにトラップで圧殺する。その後で到着した黒湖と対峙、黒湖の舌先を切りつけ、トラップを駆使して闘うも、トラップの機能を把握した黒湖の反撃に遭い、右腕と左足を切断、左腕を折られてダルマ状態にされて止めを刺されそうになるが、ミユキの制止もあって生還。黒湖達と一緒に城を脱出後、流々家医療刑務所に収容される。その後、街中でアリアンナ（さやか）と一緒にいるところを屠桜 ひな子に遭遇している。このとき、欠損した腕や足は義足にしているかは不明である。
朽葉 怜子&桃山 照美
詳細は#謎の組織を参照。
コバルト=コンラッド
兵衛の殺人パーティに招待された黒人男性。親しい者からは「CC」と呼ばれているが、黒湖とミユキからは「コバ」と呼ばれていた。大学の物理学教授を務めているが、裏では殺し屋をしている。武器は主にナイフ。2組に分かれる際は黒湖とミユキと一緒になった。桃山死亡後、紫を黒湖に任せて兵衛を追跡、兵衛に対して「殺人規範」を問うも「違う」と判断して立ち去ろうとする。直後、ひな子のクルーザーに轢かれかけるも黒湖達と共に城を脱出した。以後も間接的に黒湖を何らかの手段により観察し、「見極め」を行っている。
「THE DEEP ONE」にて再登場。犯罪者を解剖し脳を調べることで犯罪のメカニズムを研究していたことが明かされる。その際、比較サンプルとして御剣の妻・旭妃など一般人も殺していた。かつて弟が殺されたことがきっかけの凶行であり、御剣の「復讐」を受け容れようとするが黒湖により止められ、逮捕される。その後、拘置所において夢中遊行を用いて混乱を起こし脱走した。

#### D・K〜ドメスティックキラー〜
浅葱 尊（あさぎ たける） / 浅田 俊幸（あさだ としゆき）
凛子の父親。大手電子機器メーカー「アサギ電子」の社長。かつて女性を狙って殺害し、頭部の皮膚を持ち去ることから「仮面蒐集家（スキンコレクター）」と呼ばれた殺人鬼であり、銃弾を切り落とすといった常人離れした身体能力を持つ。逮捕後心神喪失状態と判断され医療刑務所に12年服役していた。持ち去った皮膚を防腐処理などで仮面に改造しており、また殺害時の映像を録画しており逮捕、出所後も所持していた。
殺人衝動に目覚めた凛子を庇うために再び仮面蒐集家として3人を殺害する。誘拐事件の捜査として現れた黒湖を自社の先端技術である高周波ブレードで迎え撃つが敗北、朽葉の狙撃によって即死は免れるものの顔と体の前面を弾丸で削ぎ切られて致命傷を負い、最後に殺人を行ったのは全て自分という嘘の自供をし、殺人鬼としての凛子を黒湖に託して止めを刺された。
第3巻のカバー裏では、凛子が生まれた直後の様子が描写されており、歪んだ形ではあったが家族への愛情を抱いていた事実が明かされている。
浅葱 凛子（あさぎ りんこ）
尊の一人娘。詳細は#主要人物を参照。
狙撃手
尊が雇った殺し屋。尊が黒湖と対峙している際に黒湖を対物ライフルで狙撃する手筈だったがその前に怜子に狙撃され死亡。
浅葱 望（あさぎ のぞみ）
凛子の母親。凛子の容姿は彼女からの遺伝である。殺人衝動に目覚めた凛子に殺害され、その死は殺人として認識されていない模様。
第3巻のカバー裏では、娘の誕生を夫と共に喜ぶ様子が描写されており、尊とは相思相愛の夫婦関係であったことが明かされている。

#### 薔薇色の牢獄
刈安 纒依（かりやす まとい）
千代の同級生。妹が新興宗教にはまって帰ってこないことを千代に相談し、条件付きで黒湖に解決してもらうことになった。事件解決後は姉妹丼として黒湖の餌食となった。
刈安 那々美（かりやす ななみ） / アンナ
纒依の妹。スカウトされた後はアイドル「アンナ」として活動していたが、枕営業を断ったことで業界から干されてしまい、新興宗教「純潔の薔薇」にはまってしまう。
黒湖と会った当初は洗脳されて姉や千代の顔を思い出すことはできなくなっていたが、黒湖が投げかけた言葉や千代の殴り込みによる騒動で本来の自分を思い出した。事件解決後は姉共々姉妹丼として黒湖の餌食となった。
ゴールドマリー / 小金井 吉乃（こがねい よしの）
金髪の目を閉じた風貌の巨乳の女性。新興宗教「純潔の薔薇」の最高幹部。高校生時代、強姦の被害に遭った経験から、男性を憎悪している。強姦事件後に弟の協力を得て、強姦の犯人をおびき出し殺害しており、復讐を完遂したが、犯人たちを油断させるために女装していた弟が男性であることを受け入れられず、彼の男性器を破壊したことが示唆されている。
「純潔の薔薇」の信者の中で作為的に選んだ幹部以外の女性を「卒業」と称して殺害し、教団内で栽培している薔薇の肥料に加工していた。また薔薇の香りのリラックス効果を利用して信者達の冷静な思考を阻害していたことなどについては外部の協力者が存在しており、また教団の設立時期が「夢中遊行」が確認される直前であること、栽培していた薔薇から麻薬の成分が含まれているなどから「夢中遊行」に関連する人物と思われる。那々美を連れ戻しにきた黒湖を薔薇を用いた洗脳によって一時手駒にし、殴り込みをかけた千代を「卒業」と同じ手順で処刑しようとするが、処刑用の振り子の刃にひな子がぶら下がっていたために軌道が変わり自身が串刺しとなって死亡した。死後の詳細は#死が2人を分かつまでを参照。
ローズマリア/ 小金井 帰蝶（こがねい きちょう）
新興宗教「純潔の薔薇」の教祖とされる人物。ゴールドマリーの弟であり、姉に男性器を破壊された後に彼女から投薬等による人体改造を施され、下腹部の巨大な手術痕を除いて女性の身体になっている。ゴールドマリーの言葉にしか反応しないようになっており、実質傀儡状態で日光の当たらない地下で生活している。ゴールドマリーの死後、１日に数度の投薬無しでは生きられない状態であるのにも関わらず行方不明となった。その後の彼の詳細は#死が2人を分かつまでを参照。
テレサ / 桃山 鳴海（ももやま なるみ）
「純潔の薔薇」の幹部。18歳。荒々しい口調の女性で、一人称は「俺」。桃山照海の妹。自身の兄の殺人を警察に告発したことで兄が逮捕されそうになり、精神的に追い詰められたところをゴールドマリーと教団に救われた過去を持つ。武闘派であり、有事の際に他の信者達に頼られるが、相手が黒湖や千代といった人間離れした面々であるために歯が立たなかった。上記の荒々しい口調とは裏腹に、精神的には普通の少女で根は心優しい性格で、「殺人をしないようにする」「遺体を切る時には嘔吐する」「残った信者たちの事情を思いやる」等、人間味のある側面を見せている。刃が研いである薙刀を武器として使うが極力相手を殺さないようにしており、千代に薙刀を突きつけた際も降伏を薦めている。幹部の中では「卒業」などについて一切知らされていなかったため、ゴールドマリーの死後教団が解散した時は行き場の無い信者達をまとめて生活している。また、黒湖専属の情報屋として協力する約束をかわす。千代に想いを寄せている節も見られる。21巻では両腕を切断されてしまうものの、外見も感覚も本物の手腕と変わらない高機能の空を飛ぶ事が可能な人工の義手がつけられる。
アリアンナ / 野上 さやか（のかみ さやか）
「純潔の薔薇」の一員の少女。胸元に大きな傷がある。ポリナの末路を悟り、事件解決のあと姿をくらますが、紫に出会い希望を見出す。
ポリナ / 寺坂 志穂（てらさか しほ）
「純潔の薔薇」の一員の少女。アリアンナのパートナーで明るい性格。黒湖が潜入してすぐ「卒業」を迎える。入信当初は荒れていた。

#### 空と僕のあいだに
鍵村 昭一（かぎむら しょういち）
少女誘拐事件の犯人。巨躯で怪力な老人。元は鍵村鉄工場の経営者だったが、工場は既に閉鎖されている(経緯は不明)。雨の日に出会った少女にもう一度会いたいという思いから実行した。しかし既に正常な判断能力を失っており、雨の日に当時と同じ背恰好かつ同じ雨具(青い長靴、黄色の雨合羽、黄色の傘)を持っている少女を次々と誘拐しては違いに激昂して絞殺し47人もの命を奪った。北上空を誘拐し、求めていた少女だと思い無理心中しようとするも凛子とひな子によって阻止され、黒湖によって鉄骨に貫かれ絶命する。
北上 空（きたがみ そら）
鍵村昭一に誘拐および殺害されそうになった少女。「SCHOOL DESTRUCTION」では私立まりも學園初等部4年生(4-1組)であることが判明し、彼女と同じクラスに浅葱凛子が編入している。
北上 ひばり（きたがみ ひばり）
北上空の母親、夫は既に死別している。事件解決後は黒湖の餌食となった。ちなみに、幼少期に鍵村昭一が出会った少女と仄めかす描写がなされているが、正確なところは不明。

#### SCHOOL DESTRUCTION
蘇芳 皆子（すおう みなこ）
私立まりも學園高等部3年生の眼鏡をかけた大人しそうな女生徒だが、本性は黒湖同様サイコパスの同性愛者。悪質な虐めを受けている。風莉のことを愛しているが、虐めの主犯格が彼女であることに気付いていた。風莉を愛する想いもあって爆弾を自作し、高等部の教室を爆破する事件を起こす。ところが、爆発の規模が想定したものよりも小さかったため計画の失敗を悟り、黒湖の元へ自首する。しかし、その後も彼女の計画にない爆発が続いたため、黒湖に協力することとなる。最終的には黒湖の手ほどきを受け、自作の爆弾を利用して事件を起こした真犯人にとどめを刺す。
事件解決後は、黒湖に自身の動機を見抜かれ、風莉を自分の“モノ”とした。それ以降、いじめの報復のごとく風莉を性奴隷にしている。そして、爆弾を用いて自らの死を偽装した上で、今後も黒湖に協力するようになった。「忘却の“桜”」「THE ENTERTAINER」では黒湖に自作の爆弾を提供している。
榊 風莉（さかき ふうり）
私立まりも學園高等部3年生の金髪が特徴の女生徒。皆子を気遣う素振りをするが、実は虐めの主犯格であり、皆子に偏執的な感情を持っていた。爆弾を用いて自分たちを殺そうとした皆子を殺害するために彼女を電話で体育倉庫に誘い込み、手下に任せて自らは体育倉庫に隠れていた。しかし、ユキが黒湖に殺害され、黒湖が残りの2人に放った「殺しあって生き残った方を助ける」という言葉を真に受けて姿を現し、手下の2人を殺した後に黒湖に捕らえられる。
事件後は皆子の“モノ”になり逆らえなくなった。その後も皆子と共にたびたび登場しており、その度にいじめの報復の如く自業自得であるが、皆子のサディスティック寄りのSM趣向のプレイに振り回されている。
ユキ、マナミ、ヤスナ
私立まりも學園の女生徒3人組。風莉の下で皆子を虐めていた。皆子が爆弾で自分たちを殺そうとしていたことを知り、彼女を殺害することを計画する。風莉の電話で皆子を体育倉庫に呼び出すことに成功するも、皆子に連れてこられた黒湖にユキが殺害されてしまう。残された2人は黒湖に脅迫され、虐めの主犯格であった風莉を差し出すことで命乞いをするが、体育倉庫に隠れていた風莉によってまとめて殺害されるという自業自得な結末を迎えた。なお、今回の事件の前にミカという友人が行方不明になっており、彼女も皆子に殺されたものと考えていた。
三ツ倉 マリ（みつくら - ）
私立まりも學園2代目學長。親の跡を継いで學長になった。学生時代から才色兼備で運動神経も抜群であった。
三阪 マリエ（みさか - ）
私立まりも學園高等部3-C担任。体育教師で、陸上部の顧問でもある女性。生徒や保護者に対して馬鹿にしているので教師としての自覚は皆無。皆子の仕掛けた爆弾を利用し學園を脅かし、マリとの心中を企てる。学生時代はマリと恋人同士だったが、文武ともに彼女に勝てず、苦労せず學長の座に就いた彼女への愛情が逆恨みである憎悪へと変わっていった。最期は黒湖に扇動されたある人物によって、胸を優勝旗で貫かれる。
久慈原 観鈴（くじはら みすず）
私立まりも學園初等部4年生の女子で、凛子や空の同級生。空に恋しており、「大人になったら空とケッコンする」とまで言っている。高等部にも負けないバストの持ち主であり、それを自慢としている。

#### 忘却の“桜”
緋垣 刀吉郎（ひがき とうきちろう）
過激派組織「千仭の獅子（せんじんのしし）」元幹部。死刑囚だったが脱獄し、「桜剪会（おうせんかい）」を立ち上げる。
黒湖との戦闘で戦うも一瞬の迷いから隙を作られ、胴体を切り裂かれ目的を達成し満足して死亡した。「桜剪会」の情報や場所をわざと判るようにしていたのは戦時中に国のための戦い死ぬということが敗戦によって叶わなくなり、信頼していた国も変わってしまい戦って死ぬことを満たすために「桜剪会」を創った。また、ひな子の苗字である屠桜から「屠桜計画」のことを知っているあたり彼女の出生に関することを知っている節がある。
千崎 由紀夫（せんざき ゆきお）
指名手配中の連続殺人犯。桜剪会の一員。腕の中に仕込んだ刃物を掌を突き破って射出し、それを用いて相手を刺突するため死体からは彼の血液が検出される。
緋垣を慕っており、部下を尾行していた刑事を始末したことでアジトの位置が判明したと思い、責任を取りに単身警視庁に乗り込むも射殺される。
冷泉 藍子（れいせん あいこ）
桜剪会の一員の女性。27歳。議員秘書をしていた際の偽名は「松前 静香（まつまえ しずか）」。
母親の命を救った緋垣に強い恩義を感じており、彼の目的が戦死だとしても疑うことなくまっすぐに協力してきた。ダイヤモンドの粉末をまぶした極糸のワイヤーソーを自在に操る。とある人物から紅守黒湖の存在や浅葱凛子が“仮面蒐集家”（スキンコレクター）こと浅葱尊の娘だということを知っていた。
黒湖の加勢として現れた凛子と戦闘になり、ワイヤーソーで彼女の包丁を次々と切断し追い詰めるも、「お父さんからの最後の贈り物」である高周波ブレードで逆にワイヤーソーを切断される。直後に怜子が起こした停電を利用し身を隠すも、凛子の土壇場の機転によって居場所を特定され、敗北。死を覚悟するも、黒湖の命令や自分の父の情報を知ることを優先した凛子によって命を救われる。その後、身柄は黒湖預かりとなり、同じく親を失った同士である凛子と距離を縮めていく。
「剣聖」では、宮本家の蔵の調査中に玄乃に襲われた凛子を庇って重傷を負うも、ワイヤーソーによる防御によって奇跡的に一命を取り留める。その後の威鷹映画村での決戦では、入院中の身でありながら、玄乃に追い詰められていた黒湖と凛子のピンチに駆けつける。
狙撃手
桜剪会の一員の男性。茶々を狙撃するも黒湖と怜子に阻止され、そのまま怜子との狙撃対決になる。ビルの屋上を互いに移動しながら相手を狙撃するという尋常でない状況の中、怜子の銃口とトリガーを引く指を目視し彼女の狙撃を次々と躱す。だが、それらは怜子によって誘導されたものであり、一瞬の隙を突かれてビルから転落、体勢を立て直そうとしたところを怜子の指示で待ち構えていたフードの男に殴打され致命傷を負う。なおも隠し持っていた拳銃を用いて怜子に反撃しようとするも、彼女の逆鱗に触れてしまい、ライフルで殴打され死亡。
錆浦 蘭（さびうら らん）
Clubジュン従業員兼地下格闘大会「Destoroyah」現王者の女性。21歳。190センチメートルを超える黒湖をつまみ上げるほどの長身で屈強な体格。「普通の人間なら胴体ごと切り飛ばせる」藍子のワイヤーソーを腕でガードし軽傷で済む、駅の案内看板を武器として軽々振り回す、自分に対して発射されたロケットランチャーの弾頭を素手でキャッチするなどと常人離れした身体能力と頑丈さを誇る。
黒湖からは「うらら」と呼ばれ親しい仲。１対多人数（自身が多人数側）や相手が女性であるなら、戦わないというポリシーがある。フードの男（桃山照美）と面識が在る様子。

#### 白い流星
トキワ サキ
長い前髪に分厚い眼鏡、そしてとんでもない爆乳が特徴のダウナーな女性科学者。29歳。とある兵器開発セクションに所属している天才で、ひな子用の装備や、ロボット「クリサリダ」の開発者でもある。自らが狙われているにも関わらず、ロボット同士の戦闘を見るために暴れるロボットに接近するなど、科学者らしい探究心の強さを持っている。黒湖とは旧知で、名前だけは一巻収録の特別編から登場している。
帯刀に追われており、クリサリダに搭乗して逃走していたが、黒湖の前に不時着する。その後、ひな子にクリサリダの搭乗権を譲渡し、黒湖たちの協力もあって帯刀との因縁に決着を付けた。
帯刀 進（たてわき しん）
サキとは違うセクションに居た科学者。サキ曰く、理想とプライドばかり高く、現実的でない企画を提出しては取り下げられることが多かったという。高出力レーザーの研究を押し進めていたが、自分の作った装備の事故で顔面に大怪我を負い退職。以後は白亜に見出されレーザーを搭載したロボ「エル・ヒガンテ」を完成させ、常々劣等感を味わわされていたサキへの逆恨みを果たそうとするものの、黒湖らに始末される。死後暴走した乗機はひな子の操縦したクリサリダによって念入りに破壊された。
なお、本作の犯人キャラクターの中で唯一、単行本のカバー裏でのプロフィール解説が存在しない。

#### THE DEEP ONE
長月 睡蓮（ながつき スイレン）
黒湖が聞き込み調査に向かった漁港で働く少女。漁師の間で娘のように可愛がられている。隠れキリシタンの父がいなくなり、形見の十字架のお守りを大切にしている。
奥原 正子（おくはら まさこ）
連続失踪事件が起こった街の教会の老シスター。息子の正基の教会の運営のため、金と引き換えにコンラッドに多くの信者を差し出していた。また、信者の懺悔内容を他人に漏らしていたことを指摘した睡蓮の父を殺害した。警察や黒湖らにそのことがバレそうになり逃走を図るが、ひな子に蹴られて気絶。父の死の真相を知った睡蓮に殺されかけるも、息子とともに逮捕された。
奥原 正基（おくはら まさき）
連続失踪事件が起こった街の教会の神父。先代の父親が亡くなったため、本編の2〜3年前に跡を継ぐ形で神父になった。母親である正子とは異なり、信者の懺悔内容を他人へ漏らし、信者を死へ追いやったことへの良心の呵責に苦しんでいる。睡蓮の父の死に関しては、「事故」と認識していた模様。逮捕された後は、睡蓮に父の死について謝罪した。母親をママと呼ぶなどマザコン。

#### 剣聖
宮本 玄流（みやもと ひかる）
剣術道場の少女。気弱だが真面目で、掌から流血するほど修練しているが、周囲からは剣才には恵まれていないと思われている。藍子とは知り合いであり、「藍子お姉ちゃん」と呼び慕っている。
宮本 玄乃（みやもと くろの）
かつて剣道界を騒がせた天才女剣士で、玄流の姉。ここでは彼女の死後に玄流の中に生まれた人格としての宮本玄乃についても説明する。
右近の「玄流には剣才が無いから別の道を歩かせるべき」という旨の発言に激怒し、さらにその発言を右近が玄流に告げたと誤解し激昂(実際は玄流が隠れて聞いていた)、右近に決闘を申し込む。決闘の途中に乱入した玄流に躊躇した右近に左目を失明するほどの怪我を負わせるが、とどめを刺そうとした瞬間に玄流が目の前に立ちはだかる。そして、玄流に自信を付けさせるためにあえて彼女の刀に貫かれ、死亡した。彼女の死は玄流のことを思った父親によって隠蔽され、世間的には行方不明扱いにされていた。
自身の死後、自身に憧れてひたむきに剣の練習を続ける玄流のもう１つの人格として出現。当初は玄流のことを見守るだけだったが、彼女の剣の才能を右近が再び否定したことを契機に玄流の身体で動くことができるようになる。右近に重傷を負わせた直後、剣の道を捨てようとした玄流に自信を付けさせるために剣の達人に果たし状を送っては次々と殺害し、玄流の体で戦い方を実践していった。玄流に慕われていたにもかかわらず唐突に彼女の元から去った冷泉藍子のことは嫌悪している。
威鷹映画村での黒湖との決闘では、黒湖の策を尽く打ち破り、凛子が参戦した２対１の状況となってもなお２人を圧倒するが、自身の超人的な動きに玄流の体が耐えられず、実質的に速く鋭い剣技を封じられる。それでもなお凜子の攻撃を見切り、彼女を天守閣から転落させるも、病院から抜け出し傷も治らぬまま参戦した藍子に間一髪救出される。藍子が現れたことに動揺し、動きに精彩を欠いたことで生まれた一瞬の隙を突いた黒湖に足を掴まれ、直後に藍子にワイヤーで腕を拘束されたことで完全に動きを止められてしまう。しかし、黒湖の一撃が当たる直前で藍子にワイヤーで引き寄せられ、彼女に抱きしめられるとともに、玄流が藍子によって再び救われたことを悟る。その後は敗北を潔く認め、藍子たちに玄流のことを託して自刃・消滅した。
宮本 右近（みやもと うこん）
剣術道場・宮本家の現当主の老人で、玄流の祖父。かつては凄腕の剣術家だったが、数年前に足が不自由となり車椅子に乗っている。
佐々木 遼太郎（ささき りょうたろう）
日本屈指の剣術家の老人。何者かに袈裟斬りにされ殺されているところを、凛子と藍子に発見される。引退しているがその腕は衰えていなかったため、同等の剣豪だった右近による犯行が疑われた。

#### 死が2人を分かつまで
沖石 ジュン（おきいし ジュン）
Clubジュンのオーナーにして、地下格闘大会「Destoroyah」主催。蘭が黒湖と共に下水道の“化け物”を探しに行く許可を出したと同時に、いい相手だったら“化け物”を地下格闘大会にスカウトするよう命じた。
名前の元ネタは、自身が主催する地下格闘大会の名称と合わせて怪獣映画『ゴジラ』に登場する架空の兵器「オキシジェンデストロイヤー」から。
カリナ
下水道の“化け物”に拉致された女性の1人。ドクロ柄のタンクトップと黒いスカートが特徴。実は元「純潔の薔薇」の一員であり、教団解散後に普通の生活に戻っていた。他の女性たちと違って“化け物”の顔が誰なのかを知っており、教団の元幹部である鳴海のことも信用していない。
下水道の“化け物”
「忘却の“桜”」にて、錆浦蘭が話した流々家町の地下に関する噂の1つとして名前のみ語られていた怪物。本章にて本格的に登場し、マンホールから現れ女性たちを拉致しては、その身体から血を吸い取り連続失血死事件を引き起こしていた。
その正体は「純潔の薔薇」の事件の後行方不明になったローズマリアと、死体が行方不明となったゴールドマリーが何者かの手術によって合体したもので、ローズマリアの背中にゴールドマリーの上半身が接続された歪な姿となっている。人としての理性はほとんど失われており、「強敵と対峙した際は死んだふりをする」「怪我をした女性を優先的に標的にする」といった動物的な本能が発達している。また、死亡したはずのゴールドマリーの意識が戻っている描写が存在する。
地下からの脱出を図る鳴海たちを襲撃するも、彼女の救出のために駆けつけた黒湖と蘭に妨害される。オーナーの指示に従った蘭と戦闘になり、彼女に圧倒され、死んだふりをして逃走する。その後、下水の中から飛び出し再び女性たちを襲撃するも再び蘭に阻止される。蘭の怒りを買った結果、1匹の獣として彼女に叩きのめされ、接続した身体を強引に引き剥がされる。そして、ローズマリアは蘭に頭部を粉砕され、ゴールドマリーも鳴海の手によって2度目の死を迎えた。後日談では、ローズマリアの死体はユリアに解剖され、ゴールドマリーの死体は「純潔の薔薇」の一員によって改めて埋葬された。

#### THE ENTERTAINER
真理男 レガシー（まりお レガシー）/ 鈴樫 真理男（すずかし まりお）
バグシャースサーカス団長。大道芸のピエロ出身で、開演前にテントの前でパフォーマンスを行い、客の顔を見るのが趣味。椎木が起こした事件の後は、団員が「催眠術の心得がある人物」として自身の名前を挙げたことから取り調べを受け、私物から違法薬物が発見されたことで違法薬物所持の疑いで逮捕された。
椎木 千春（しいき ちはる）
バグシャースサーカス団員で、ナイフ投げの芸人。食事中、突然目の前にいた十奈の右目にナイフを投げ刺すという凶行に出るが、直後に気を失う。ひな子に叩き起こされるも、自身が起こした事件を覚えていなかった。かつて彼の父親の発言によってバグシャースサーカスは活動自粛に追い込まれており、これが犯人が今回の事件を起こした遠因となった。
なお、ナイフ投げの腕前は黒湖をして感心させるほどのものだが、終始顔をおぼろげにしか覚えられていなかったり、事件の被害者が十奈であることを知った黒湖に条件反射的に顔面を蹴られたりと、ぞんざいな扱いを受けている。
十奈（とな）
バグシャースサーカス団員。今回の公演では主役の花売りを演じた。サーカス終了後、目の前にいた椎木に突然ナイフを投擲され重体になるも、柳岡総合病院に搬送され一命を取り留めた。公演で王子を演じた褐色肌の女性を「お姉さま」と呼び慕っている。
寺田 巌（てらだ いわお）
かつて「喜劇作家」の事件を追っていた元警部の老人。御剣をはじめとした後進の刑事達からは「寺さん」と呼ばれている。「喜劇作家」の復活に対して、特例として捜査本部のスーパーバイザーに着任した。
寺田 昌弘（てらだ まさひろ）
復活した「喜劇作家」の事件を担当した鑑識。巌の息子であり、定年退職して抜け殻のようになっていた父の活気を取り戻した「喜劇作家」に感謝するかのような言動を見せる。警察犬のエドワードを連れている。
山吹 晶（やまぶき あきら）
科捜研の法医学研究員。主任であるが、本人は「博士」「理学博士」と呼ばれることを好む。“夢中遊行”からフランシスを取り除いて残った成分が覚醒剤とほぼ同一であることを突き止め、フランシスと覚醒剤を用意できれば擬似的に“夢中遊行”が作れることを明らかにした。監察医であるユリアとは「ヤリまくってる」関係。

#### 魔弾の射手
鉄 善八（くろがね ぜんぱち）
柳岡会に所属しているヤクザ。足技を得意としており、刺突力の高い女物のピンヒールを着用している。黒いサングラスに傷だらけの顔、ギザギザの歯と恐ろしい外見であるが、柳岡会及び千代への忠誠心は非常に強く、出所後に初めて柳岡会に帰ってきた際には組員総出で出所祝いがされるほど部下からの信頼も厚い。
千堂 把月（せんどう はづき）
かつて暴力団同士の抗争で鬼神の如き強さを誇った元フェンシング選手。幼少期はフェンシング界で神童ともてはやされていたが、やがて調子を落とし中学入学後には表彰台から姿を消す。戦闘では刺突剣を用い、柳岡会を組織規模や影響力で上回る頼城組を単身で壊滅させるほどその腕前は高い。ただ1人倒せなかった男である善八に愛憎とも取れる執着を見せている。
親分衆の組合で警備が手薄になった柳岡会に侵入し、善八と一対一の死闘を繰り広げ、これに勝利する。その後、善八の護衛対象である千代を襲撃するも、その場に居合わせていた玄流に妨害される。玄流の肩を突いて負傷させるも、彼女の危機に舞い戻った「玄流の中の宮本玄乃」に圧倒される。玄乃の殺気により全身を切り刻まれる幻覚を見せられ、目鼻口から血を流すほど追い詰められた挙句、自身のトラウマに触れられ発狂。最期は玄流に半狂乱で突っ込んでいったところを茶々からの依頼を受けた怜子に射殺された。

#### 山津神家の一族
山津神 美登利（やまつかみ みどり）
山津神家長女。
山津神 美禰󠄀子（やまつかみ みねこ）
山津神家三女。第4の犠牲者。人智を超えた速さで跳躍する何者かに攫われた後、首を切断された遺体となって発見された。頭部のあった場所には和鞠が置かれていた。
山津神 葉蔵（やまつかみ ようぞう）
山津神家当主。
山津神 新治（やまつかみ しんじ）
山津神家長男。第3の犠牲者。桂の検死を行った際、木の幹に書かれた「マサゴ」というダイイングメッセージを発見し、連続殺人の犯人が真砂だと確信。猟銃を手に真砂の命を狙うが、何者かによって殺害される。胴の一部が欠損した遺体となって発見され、遺体の側にはだるま落としが置かれていた。かつて関係を持っていた女性を殺害した現場をアヤコに目撃され、口封じのために彼女を地下に幽閉することを決めた。
山津神 桂（やまつかみ けい）
山津神家次男。第2の犠牲者。三四郎の口に詰め込まれたおはじきがアヤコの棺に入れられたものと気付いて焦燥し、棺を掘り起こしていたところを何者かに殺害された。シャベルで首を切断された遺体となって発見され、遺体の口にはお手玉が詰め込まれていた。かつて、何者かに唆されて、新治の弱みを握るためにアヤコの脱走の手引きをしたが失敗し、これが彼女の死の遠因となってしまった。
山津神 三四郎（やまつかみ さんしろう）
山津神家三男。第1の犠牲者。刃物で頸動脈を切断され死亡。遺体は温泉の源泉に投げ込まれ、温泉の湯を血で赤く染めた。遺体の口にはおはじきが詰め込まれていた。かつて、地下から脱走しようとしたアヤコを捕らえ、彼女の死の直接の原因を作った。
山津神 真砂（やまつかみ まさご）
山津神家次女。山津神家の遺産相続会議には参加しなかった。
哀里（あいり）
山津神旅館の女将。アヤコの復讐のため、葉蔵の殺害を試みるが、怜子に阻止される。
アヤコ
山津神家が原因で死亡した少女。

### その他の登場人物
ミユキ
声 - 野上絵理
路地裏で不良に絡まれていたところを黒湖に連れ去られる形で救われた、白いロングストレートの髪をしたスタイルの良いフリーターの女性。「殺人Party編」にてパーティに招かれた理由は「学生時代の万引き」とのこと。また悟兵衛と面識があったり、「薔薇色の牢獄編」でも何度か彼女が描写されているなど、謎が多い。
碧 八葉（みどり やつは）
メッシュのかかった髪の少女。胸はそれなりにある方。ひな子の同級生でもあり、ひな子関連で度々登場する。黒湖達の事情を知らない一般人で、ズレているひな子の行動に度々ツッコミを入れる。
悟 白亜（さとり はくあ）
とある医療刑務所の院長室に鎮座する女性。悟雪彦夫妻の娘で、「殺人Party」で登場した悟兵衛の孫娘。25歳。風貌は当時10歳の時点で白髪で盲目、両腕が欠損している。
既に作中では15年前の一家惨殺事件で死亡と診断されたが、遺体は発見されておらず、現場の出血状況からそう判断された。浅葱尊や冷泉藍子、緋垣刀吉郎に情報をリークし、影で暗躍しているが、その思惑は不明。また、紫とアリアンナの主人になっている。
弔村 鴇（とむら とき）
怜子の恋人。怜子の家に訪れ、生活力のない彼女に代わり家事を行っている。銀行強盗に巻き込まれたところを怜子に助けられた後、お礼として食事に誘った際に撫子が怜子に懐いたことが2人の関係の始まり。
怜子は自身の職業を｢何でも屋みたいなもの｣と説明しているため、彼女の本当の仕事内容は知らず、照美とも面識はほとんどない。
アラーニァではカオリが怜子の家に来た際には怜子の心移りを疑い、彼女に対し嫉妬心を見せたが、怜子に家に泊まることを断られて落ち込んだ姿を見て、自分の家に住むよう提案した。この時カオリが名乗った偽名から、彼女のことは｢キャメロンさん｣と呼んでいる。
弔村 撫子（とむら なでしこ）
鴇の妹。本編開始時には既に入院中。火事に巻き込まれたことが原因で一酸化炭素中毒となり、意識が戻っていない。彼女の治療費はとても鴇が払えないような金額であるが、怜子が匿名で支払いを肩代わりしている。
デズモンド
鴇の飼い猫。鳴き声は「ぶにゃう」。夜の間は鴇の部屋を守る番犬ならぬ番猫となっており、その威圧感と素早さは暗殺者として活動していたカオリをも圧倒するほどである。

## スピンオフ「ARANA-アラーニァ-」の登場人物

### 主要人物（スピンオフ）
カオリ
中国マフィア黑社會の首領として登場した日本人女性。一人称は「あーし」。元は前首領の王建の若妻であったが、王建の死後に彼の跡を継いで首領となった。童顔で巨乳の持ち主であり、ダボダボのTシャツにホットパンツという露出度の高いギャルらしい格好であるが、その見た目とは裏腹に怜子より年上のアラサー。梁浩然により命を狙われることとなり、彼女の警護を引き受けた怜子と共に行動するようになる。
正体は針を武器として扱う“斑蛇”のボスにして、一連の騒動の黒幕。黑社會の首領の座を手に入れるために王建を暗殺し、梁浩然の反乱と怜子たちを利用して組織の幹部である龙と虎、そして自身の正体を知る部下を亡き者とした。その後、組織の資金を用いて怜子に対して専属になるようにと交渉したが、あっさりと断られた。
騒動の終了後、組織を手に入れたものの自らの組織運営の手腕の乏しさと経営のできる部下を失ったことが災いし、無一文になった上に他組織による乗っ取りを受けたため、組織から逃亡し唯一の知り合いである怜子の家に上がり込もうとする。案の定断られるも、自身の落ち込んだ姿に同情した鴇の家に居候することとなった。以後は怜子の戦力として彼女の仕事に協力している。なお、毎回偽名を名乗っており、鴇の前では「キャメロン・ディアス」、照美と再会した際は「シャロン・ストーン」と名乗っていたため鴇には「キャメロンさん」と呼ばれることになった。

### スピンオフの各事件および編ごとの登場人物

#### 大手ゼネコン会社“下鴨建設”
依頼人
下鴨建設経理部の社員。下鴨建設の所得隠しの証拠を集めて自身を強請ってきた髙嶋の殺害を依頼する。依頼完了後、残りの依頼料を回収しに来た怜子を部下と共に待ち伏せ、殺害を試みるも怜子の早撃ちによって部下は全滅、自身も致命傷を負う。その後満身創痍の状態で車に乗り込み、怜子を轢き殺さんとするも照美の蹴りを車体に受けて吹っ飛ばされ、車もろとも爆死した。
髙嶋 邦広（たかしま くにひろ）
下鴨建設経理部の社員。依頼人の部下。下鴨建設の所得隠しの証拠を集め、ヤクザとともに依頼人を強請っていた。取引当日、2人きりで会うという依頼人との約束を破り召集した大勢のヤクザと共に金を受け取ろうとするも、依頼を受けた怜子と照美によりヤクザは全滅。自身も殺害され、不正の証拠が入ったディスクも照美によって回収された。

#### 中国マフィア“黑社會”
龙（ロン）
黑社會の幹部の1人にして、本編の依頼人。垂れた2本の前髪と糸目が特徴的。指に挟み込む六刀流の刃を武器として扱う。前首領である王建を殺害し、組織への反乱を行なった梁浩然の殺害を依頼する。しかしながら内通者による度重なる攻撃を受けたことで、怜子の発案により彼女たちと共に黑桃へ直接攻め込むこととなる。首領のミスで怜子と別行動をすることになった後に、給仕係として紛れ込んでいた“斑蛇”に後ろから刀で胸を貫かれて死亡した。
名前の由来は中国語で「龍」を指す言葉から。
黑社會首領/カオリ
「主要人物」を参照。
虎（フー）
黑社會の幹部の1人。髭面が特徴的。拳銃がグリップの上下に付いたガントレットを武器として扱う。内通者からの攻撃を受けた際に、首領を港へ逃がそうとする。港へ到着した後、怜子の発案により、彼女たちと共に黑桃へ直接攻め込むこととなる。照美と共に梁浩然および“斑蛇”と死闘を繰り広げ、梁浩然の捕縛に成功するも内通者の手によって殺害された。
梁浩然（リャンハオラン）
黑社會の下部組織、黑桃の首領。王建の死を何者かに聞かされ、さらにその後を継ぐのが小娘だと知り、“斑蛇”を雇って黑社會へ反乱を起こし、首領の殺害を目論んだ。黑桃本部に乗り込んできた照美たちによって“斑蛇”も斃され、自身も虎に捕縛される。虎から尋問を受け、王建を暗殺したのは自分でないと言った後で気絶させられ、最終的には契約満了を優先した怜子によって気絶したまま頭部を撃ち抜かれ、死亡した。
斑蛇（バンシヲ）
梁浩然が雇ったとされる暗殺者。数年前に突然現れ、誰も姿を見たことがないことから半ば都市伝説のような存在となっている。
正体はカオリをボスとして、複数の人物から構成された暗殺者集団。
王建（ワンジェン）
黑社會の前首領。本編の数日前に何者かによって暗殺された。

#### サジタリウスの矢
荻野目 正
目銅大学準教授。血液中に新種の殺人ウイルスが発見されたハヤブサ「サジタリウス」の始末を怜子に依頼する。
サジタリウス
荻野目が保護した野生のハヤブサ。血液中に未知のウイルスが発見され、自前の設備でこれを持て余した荻野目が他施設へ輸送するも、途中で御勢湯製薬によって強奪される。御勢湯製薬に潜入した「あーし」によって始末されかけるも、咄嗟に自らの足を引きちぎって足枷を外し、ウイルス入りの血液をばら撒きながら脱走する。施設外へ飛び出したところを怜子に尾を撃ち抜かれ、彼女を標的に定めて急降下突進を仕掛けるも、正面から身体を撃ち抜かれて死亡した。
なお、御勢湯製薬の研究員によると、サジタリウスの体内に存在していたウイルスは、脳の前頭葉に強く作用して深い睡眠状態を作り出せる代物であり、悪意を持った何者かによって作られたものが自然界に流出したと推測されている。

#### 国家公務員(仮)
オビク大統領
クトニア共和国大統領。アンとサリッサの父。娘たちの影響で、ある程度の日本語は話すことができる。
クトニア国内で発見されたレアアース鉱山の発掘・開発における技術提供もとい共同開発に関する契約締結のために来日するも、反対派のテロリストによって命を狙われることとなる。
カーラ
大統領夫人。アンとサリッサの母。来日時には、テロ行為に屈しない姿勢を示すため日本舞踊の講習を受けていた。
アン / サリッサ
オビク大統領の娘たち。日本文化への興味の深さから日本語を勉強しており、日本語で会話ができる。が、母語が上品な口調であるのに対して、何故か珍妙な言葉遣いとなっている。
来日時には怜子、カオリ、苺と共に秋葉原観光を満喫した。そこで買った材料を用いて作った真空管ラジオによってテロリストの大統領毒殺計画を阻止することに成功する。
苺
怜子同様、オビク大統領護衛のために集められた同業者の一人。実は斑蛇の一員であり、カオリの部下。照美と共に護衛チームの中にいた裏切り者を拘束した。

#### 幻の蝶
八尾 有次（やお ゆうじ）
妥日大学教授。かつて下積み時代のカオリによって“幻の蝶”を奪われ、その際受けた傷によって記憶喪失になっていたが、同僚であった田澤が“幻の蝶”ことオオルリタザワシジミを発見したニュースを見たことで記憶を取り戻し、怜子に蝶の消去と田澤を｢自分と同じ目に遭わせる｣ことを依頼する。
怜子が依頼を完了し、この世から田澤と蝶が消えたことを知ると、茜の心を独占できたと考えほくそ笑むが、かつての仕事の｢後始末｣に訪れたカオリによって暗殺された。
田澤（たざわ）
妥日大学教授。かつて下積み時代のカオリに“幻の蝶”を八尾から奪還することを依頼しており、八尾が記憶喪失になった後は蝶に｢オオルリタザワシジミ｣という学名を登録した。八尾の依頼で訪れた怜子にかつてカオリに仕事を依頼した際の音声データによって脅迫され、蝶の保管庫に案内せざるを得なくなる。オオルリタザワシジミの標本を怜子たちに見せた後、それを破壊しようとした照美を止めようとしたところをカオリによって殺害された。
なお、彼が常に首からかけていたロケットペンダントには茜の写真が入れられていた。
柴田 茜（しばた あかね）
八尾・田澤の研究室に配属された新人研究生。男性であるが、女性のような可愛らしい顔立ち。高名な蝶類学者である八尾・田澤両名に憧れて彼らの研究室に所属を希望した。八尾・田澤と共に蝶を採取するためフィールドワークに赴いた際、直感から茂みを1人で突き進み、新種の蝶を発見するも、茂みの向こうにあった断崖から誤って転落。後から駆けつけた2人は彼が捕獲した蝶と断崖に付着した血痕を発見し、彼の死を悟った。
しかし実際には生存しており、八尾と同じ病院にて彼と同じく記憶喪失の患者として入院していた。八尾の死後、看護師から彼の名前を聞かされ何かを思い出しそうになるも、結局は何も思い出すことができなかった。

## 書誌情報
- よしむらかな 『MURCIELAGO -ムルシエラゴ-』 スクウェア・エニックス〈ヤングガンガンコミックス〉、既刊26巻（2025年2月25日現在）
  1. 2014年4月25日発売[24]、ISBN 978-4-7575-4290-7
  2. 2014年4月25日発売[25]、ISBN 978-4-7575-4291-4
  3. 2014年9月25日発売[26]、ISBN 978-4-7575-4425-3
  4. 2015年2月25日発売[27]、ISBN 978-4-7575-4564-9
  5. 2015年7月25日発売[28]、ISBN 978-4-7575-4701-8
  6. 2015年11月25日発売[29]、ISBN 978-4-7575-4808-4
  7. 2016年3月25日発売[30]、ISBN 978-4-7575-4923-4
  8. 2016年8月25日発売[31]、ISBN 978-4-7575-5085-8
  9. 2017年1月25日発売[32]、ISBN 978-4-7575-5225-8
  10. 2017年7月25日発売[33]、ISBN 978-4-7575-5430-6
  11. 2017年12月25日発売[34]、ISBN 978-4-7575-5561-7
  12. 2018年6月25日発売[35]、ISBN 978-4-7575-5760-4
  13. 2019年1月25日発売[36]、ISBN 978-4-7575-5958-5
  14. 2019年3月25日発売[37]、ISBN 978-4-7575-6070-3
  15. 2019年7月25日発売[38]、ISBN 978-4-7575-6211-0
  16. 2020年1月23日発売[39]、ISBN 978-4-7575-6478-7
  17. 2020年7月22日発売[40]、ISBN 978-4-7575-6763-4
  18. 2020年12月24日発売[41]、ISBN 978-4-7575-7011-5
  19. 2021年5月25日発売[42]、ISBN 978-4-7575-7268-3
  20. 2021年10月25日発売[43]、ISBN 978-4-7575-7538-7
  21. 2022年3月25日発売[44]、ISBN 978-4-7575-7835-7
  22. 2022年8月25日発売[45]、ISBN 978-4-7575-8087-9
  23. 2023年4月25日発売[46]、ISBN 978-4-7575-8534-8
  24. 2023年11月25日発売[47]、ISBN 978-4-7575-8911-7
  25. 2024年6月25日発売[48]、ISBN 978-4-7575-9269-8
  26. 2025年2月25日発売[49]、ISBN 978-4-7575-9688-7
- アラカワシン 『MURCIELAGOBYPRODUCT ARANA-アラーニァ-』 スクウェア・エニックス〈ヤングガンガンコミックス〉、全5巻
  1. 2018年6月25日発売[50]、ISBN 978-4-7575-5761-1
  2. 2019年1月25日発売[51]、ISBN 978-4-7575-5959-2
  3. 2019年7月25日発売[52]、ISBN 978-4-7575-6212-7
  4. 2020年1月23日発売[53]、ISBN 978-4-7575-6479-4
  5. 2020年7月22日発売[54]、ISBN 978-4-7575-6764-1

## モーションコミック
2015年7月3日よりWEBサイト「ENSOKU」で第1、2話を元に、全7回の構成で、モーションコミックが配信された。

## コラボレーション
スリーエフ
2015年1月19日よりよしむらの描き下ろしによるスリーエフの制服を着用した黒湖が描かれている限定帯が巻かれた単行本1巻が同じくスリーエフとコラボした『クズの本懐』や『賭ケグルイ』などと共に発売された。

### ゲーム
『グリムノーツ』
本作の登場人物である黒湖がゲストとして登場している。
『三国志大戦』
2018年12月より、本作の黒湖をモデルにした董白（声 - 緒方恵美）が登場している。キャスティングはよしむらの要望によるもの。